# 漢城徐氏
漢城徐氏（英語：Seoul City Sue，1900年—1969年），本名安娜·沃利斯（Anna Wallis），原籍美國阿肯色州劳伦斯县，基督教循道宗傳教士、教育家。1938年曾在上海美國學校任教，在此與同事徐奎哲（韓語：서규철）相識並結婚，因之改從徐姓，称安娜·沃利斯·徐（Anna Wallis Suh）。1946年，隨丈夫回到朝鮮半島並定居漢城（今大韓民國首爾特別市）。
韓戰爆發後，徐氏受丈夫參與的左翼政治團體影響，在朝鮮人民軍攻克南韓漢城時，為平壤當局的英文廣播節目擔任播音員，因此而著名。據叛逃北韓的前美國陸軍士官查爾斯·羅伯特·詹金斯稱，徐氏在戰後留在當地進行英文廣播服務。1969年，因當局加之以雙重間諜的罪名而被槍決。
她的昵称来自于朝鲜战争美军飞行员套用Zeke Manner的乡村歌曲《苏城的苏》（Sioux City Sue）。

## 外部連結
- Time Magazine, August 21, 1950 Vol. LVI No. 8 （页面存档备份，存于）
- Korean War Discussion List email archives